# جون كولز
جون كولز (بالإنجليزية: John Coles)‏ هو دبلوماسي بريطاني، ولد في 13 نوفمبر 1937.